# UFC 111
UFC 111: St-Pierre vs. Hardy  è stato un evento di arti marziali miste tenuto dalla Ultimate Fighting Championship il 27 marzo 2010 al Prudential Center di Newark, Stati Uniti d'America.

## Retroscena
Quella di Dan Hardy è la prima volta di un lottatore britannico che lotta per un titolo UFC.
Inizialmente le altre due sfide principali per i pesi welter dovevano essere Kampmann-Saunders e Fitch-Alves, ma a causa di un infortunio avvenuto in allenamento Kampmann venne inizialmente sostituito da Jake Ellenberger, mentre ad Alves venne rilevata un'irregolarità cerebrale e venne quindi sostituito da Saunders, e quindi Ellenberger non prese parte ad alcun incontro e venne risarcito economicamente per questo.
Negli Stati Uniti ed in Canada l'evento venne trasmesso anche nei cinema, rispettivamente presso i National CineMedia e i Cineplex Odeon.
L'evento segnalò il tutto esaurito già il 10 marzo.
Nel poster dell'evento venne rimosso un tatuaggio presente sul corpo di Dan Hardy recante la scritta Oṃ Maṇi Padme Hūṃ in quanto poteva essere interpretato come una provocazione nei confronti del governo cinese.

## Risultati

### Card preliminare
- Incontro categoria Pesi Welter:  Matthew Riddle contro  Greg Soto

Riddle sconfisse Soto per squalifica (calcio illegale) nel terzo round (1:30).
- Incontro categoria Pesi Mediomassimi:  Rodney Wallace contro  Jared Hamman

Hamman sconfisse Wallace per decisione unanime (29-28, 29-28, 29-28).
- Incontro categoria Pesi Medi:  Rousimar Palhares contro  Tomasz Drwal

Palhares sconfisse Drwal per sottomissione (heel hook) nel primo round (0:45).
- Incontro categoria Pesi Welter:  Ricardo Almeida contro  Matt Brown

Almeida sconfisse Brown per sottomissione (strangolamento da dietro) nel secondo round (3:30).
- Incontro Catchweight:  Nate Diaz contro  Rory Markham

Diaz sconfisse Markham per KO tecnico (pugni) nel primo round (2:47).

### Card principale
- Incontro categoria Pesi Leggeri:  Jim Miller contro  Mark Bocek

Miller sconfisse Bocek per decisione unanime (29–28, 29–28, 29–28).
- Incontro categoria Pesi Welter:  Jon Fitch contro  Ben Saunders

Fitch sconfisse Saunders per decisione unanime (30–27, 30–27, 30–27).
- Incontro categoria Pesi Leggeri:  Kurt Pellegrino contro  Fabricio Camoes

Pellegrino sconfisse Camoes per sottomissione (strangolamento da dietro) nel secondo round (4:20).
- Incontro per il titolo dei Pesi Massimi ad Interim:  Frank Mir contro  Shane Carwin

Carwin sconfisse Mir per KO (pugni) nel primo round (3:48) e divenne campione dei Pesi Massimi ad Interim.
- Incontro per il titolo dei Pesi Welter:  Georges St-Pierre (c) contro  Dan Hardy

St-Pierre sconfisse Hardy per decisione unanime (50–43, 50–44, 50–45) e difese il titolo dei Pesi Welter.

## Premi
Ai vincitori sono stati assegnati 65.000$ per i seguenti premi:
- Fight of the Night:  Rodney Wallace contro  Jared Hamman
- Knockout of the Night:  Shane Carwin
- Submission of the Night:  Kurt Pellegrino